# Moon Mullican
Moon Mullican (* 29. März 1909 in Polk County, Texas als Aubrey Wilson Mullican; † 1. Januar 1967 in Beaumont, Texas) war ein US-amerikanischer Country- und Western-Singer-Songwriter und Pianist. Jerry Lee Lewis benannte Mullican als maßgebliches Vorbild für seine musikalische Karriere.

## Karriere
Als Kind begann Mullican zunächst Kirchenlieder auf der Orgel zu spielen. Durch den schwarzen Pächter der Farm, Joe Jones an, fand Mullican Gefallen an Country-Blues. Nachdem er sich als lokaler Pianist einen Namen gemacht hatte, verließ Mullican im Alter von 16 Jahren sein Elternhaus und ging nach Houston, wo er in Honky-Tonks und Bordellen auftrat.
Sein musikalischer Stil entwickelte sich durch die Einflüsse damaliger Blues- und Country-Musikern. 1936 schrieb Mullican mit Ain’t You Kinda Sorry und Swing Baby Swing für Leon Selphs Western-Swing-Band The Blue Ridge Playboys die ersten eigenen Kompositionen. Er spielte bei verschiedenen Bands und bildete mit dem Pianisten Black Boy Shine ein Duo.
Anfang der 1940er Jahre spielte Mullican als Leadsänger und Pianist bei den Texas Wanderers Titel wie Truck Driver’s Blues und I’ll Keep On Loving You. Nachdem er die Texas Wanderers 1942 verlassen hatte, wurde er Session-Musiker und spielte für Floyd Tillman, Ernest Tubb und Red Foley.
1945 gründete er seine eigene Band The Showboys, die mit ihrer Mischung aus Country, Western-Swing und Cajun, gepaart mit Mullicans wildem Klavierspiel und -gesang schnell zu einer der beliebtesten Bands in der Region Texas-Louisiana wurde. 1946 nahm Mullican 16 Titel für King Records auf. Bereits die zweite Veröffentlichung, New Jole Blon erreichte im Dezember 1946 Platz 2 der Country- und Western-Charts. erreichte. Der Titel I'll Sail My Ship Alone erreichte 1950 Platz 1 der Country Charts. 1951 wurde Mullican Mitglied der Grand Ole Opry.
1956 nahm Mullican mit Boyd Bennett and His Rockets vier Rock-’n’-Roll-Titel auf, darunter den Klassiker Seven Nights to Rock. 1958 wechselte der Musiker zu Coral Records.
Mullican verstarb am 1. Januar 1967 im Alter von 57 Jahren an den Folgen eines Herzinfarkts. 1976 wurde Mullican postum in die Nashville Songwriters Hall of Fame aufgenommen.

## Diskografie

### Singles
| Jahr | Titel Album                    | Höchstplatzierung, Gesamtwochen, AuszeichnungChartplatzierungen (Jahr, Titel, Album, Platzierungen, Wochen, Auszeichnungen, Anmerkungen) | Höchstplatzierung, Gesamtwochen, AuszeichnungChartplatzierungen (Jahr, Titel, Album, Platzierungen, Wochen, Auszeichnungen, Anmerkungen) | Anmerkungen |
| Jahr | Titel Album                    | US | Country | Anmerkungen |
| ---- | ------------------------------ | --- | --- | ----------- |
| 1947 | New Pretty Blonde (Jole Blon)  | US21 (… Wo.)US | Country2 (… Wo.)Country |             |
| 1947 | Jole Blon’s Sister             | US—US | Country4 (… Wo.)Country |             |
| 1948 | Sweeter Than the Flowers       | US—US | Country3 (… Wo.)Country |             |
| 1950 | Goodnight Irene                | US—US | Country5 (… Wo.)Country |             |
| 1950 | Mona Lisa                      | US—US | Country4 (… Wo.)Country |             |
| 1950 | I'll Sail My Ship Alone        | US17 (… Wo.)US | Country1 (… Wo.)Country |             |
| 1951 | Cherokee Boogie (Eh-Oh-Aleena) | US—US | Country7 (… Wo.)Country |             |
| 1951 | I Was Sorta Wonderin’          | US—US | Country12 (… Wo.)Country |             |
| 1952 | Heartless Lover                | US—US | Country12 (… Wo.)Country |             |
| 1961 | Ragged But Right               | US—US | Country15 (4 Wo.)Country |             |

#### Weitere Singles
- 1946: You Had Your Way / What Have I Done That Made You Go Away
- 1947: I Left My Heart In Texas / Sweeter Than The Flowers
- 1948: The Tie That Binds / Why Don’t You Love Me?
- 1948: What My Eyes See My Heart Believes / Wait A Minute
- 1948: Jole Blon Is Gone, Amen / Oh! She's Gone But Not Forgotten
- 1949: There’s A Chill On The Hill Tonight / Sweeter Than The Flowers No. 2
- 1950: Well Oh Well / Nine-Tenths Of The Tennessee River
- 1950: The Leaves Mustn’t Fall / I Was Sorta Wonderin’
- 1950: The Lamp Of Life (Is Burning Low) / Without A Port Of Love
- 1950: Southern Hospitality / You Don’t Have To Be A Baby To Cry
- 1951: Country Boogie / Moonshine Blues
- 1952: A Crushed Red Rose / A Thousand And One Sleepless Nights
- 1952: Jambalaya / A Mighty Pretty Waltz
- 1953: Rocket to the Moon / Pipeliner
- 1956: Honolulu Rock-A Roll-A / Seven Nights To Rock (with Boyd Bennett and his Rockets)
- 1958: Moon’s Rock / Sweet Rockin Music

### Alben
- 1955: Sings His All-Time Hits
- 1958: Moon Over Mullican
- 1962: Instrumental
- 1963: Playin’ And Singin’
- 1964: Mr. Piano Man
- 1966: Good Times Gonna Roll Again